# Línea 132 (Rosario)
Línea 132 es una línea de transporte urbano de pasajeros de la ciudad de Rosario, Argentina. El servicio está actualmente operado por la empresa estatal MOVI.
Anteriormente el servicio de la línea 132 era prestado desde sus orígenes y bajo la denominación de línea 203 por la Cooperativa Obrera de Transporte Automotor Limitada -C.O.T.A.L.-, luego C.O.T.A.L. S.A. (renombrándose 203 Negro, y a partir de 1986, línea 132), Las Delicias Transporte Automotor S.R.L., Empresa de Transporte de Pasajeros 25 de Mayo S.R.L., nuevamente C.O.T.A.L. S.A., y finalmente Empresa Mixta de Transporte Rosario Sociedad Anónima -EMTRSA- desde 2007 hasta el 31 de diciembre de 2018, ya que a partir del 1° de enero de 2019, la empresa El Cacique Ros se hizo cargo de la línea hasta su salida de la ciudad en 2022.

## Recorrido

### 132
Vuelta:

|  |  | KBHFa |

|  |  | BHF |

|  | STR+l | ABZgr |  |

| CONTf | BHF | STR |  |

|  | STR | BHF | CONTg |

| CONTf | BHF | STR |  |

| CONTf | BHF | STR |  |

|  | STRl | ABZg+r |  |

|  |  | BHF |

|  | BUS2 | BHF |  |

|  | BUS2 | DST |  |

|  |  | BHF |

|  |  | BHF |

|  |  | BHF |

|  |  | STR+lBUEq |

|  |  | BHF |

|  |  | BHF |

|  |  | BHF |

|  |  | STR+lBUEq |

|  |  | BHF |

|  |  | BHF |

|  |  | BHF |

|  |  | KRZo |

|  | STR+l | ABZgr |  |

| CONTf | BHF | STR | CONTg |

| CONTf | BHF | STR | CONTg |

|  | STRl | ABZg+r |  |

|  |  | KBHFe |

Ida: